# Forestville (Wisconsin)
Forestville è un comune degli Stati Uniti, situato in Wisconsin, nella Contea di Door.